# Bitka kod Srebrenika 1464.
Bitka kod Srebrenika bila je bitka između snaga Hrvatskog Kraljevstva i Osmanskog Carstva.

## Uvodne okolnosti
Snage hrvatsko-ugarskog kralja Matije Korvina 1463. godine krenule su u pohod na osmansku Bosnu koji je završio uspješno.

## Tijek bitke
Hrvatsko-ugarske snage, u kojima je djelovala i Crna četa, pobijedile su osmanske snage.

## Posljedice
Kralj uspostavlja Jajačku i Srebrničku banovinu. Matija Korvin imenovao Mirka Zapolju upraviteljem kraljevstva bosanskoga i banom Dalmacije, Hrvatske i Slavonije. Nakon ove kampanje pojavljuje se služba bana Bosne.
Iste ove godine bio je Osmanski pohod na Bosnu i pohod kralja Matije Korvina na Bosnu. Opsada Zvornika nije uspjela.

## Unutarnje poveznice
- Rudolf Horvat: Rudolf Horvat: Povijest Hrvatske I. - Hrvatska god. 1479.—1490.

## Vanjske poveznice
Rudolf Horvat: Povijest Hrvatske, Petrinja, 1904. Poglavlje Kulturna povijest Hrvatske g. 1386. – 1526., str. 397. – 398. Iz zbirke Harvardskog sveučilišta, pokrovitelj digitaliziranja Google.